# Синий зонтик
«Синий зонтик» (англ. The Blue Umbrella) — короткометражный компьютерный мультфильм компании Pixar. Данное произведение было создано для того, чтобы показать новые техники работы с фотореалистичным освещением, тенями и композитинге.

## Сюжет
Город. Жуткий ливень. Два зонта, синий и красный, влюбляются. Однако, судьба разлучает их. Вырываясь из рук хозяина, зонтик, сквозь ливень и ветер, пытается добраться до возлюбленной — в этом ему помогают дорожные знаки, люки и прочие предметы с улицы.

## Создание фильма
По словам режиссёра, эту историю он придумал, когда нашёл кем-то потерянный зонт в Сан-Франциско. Создатели вдохновлялись фотографиями неживых объектов, сделанными в Нью-Йорке, Сан-Франциско, Чикаго и Париже.

## Премьера
Фильм был представлен 12 Февраля 2013 года на 63-м Берлинским международном кинофестивале. Премьера для широкой публики состоялась вместе с «Университетом монстров».